# Amanita orientifulva
Amanita orientifulva là một loài nấm được tìm thấy ở độ cao lên đến 4200 m ở miền tây nam Trung Quốc. Loài này mọc trên các cây như Abies, Castanopsis, Quercus và Salix. Nó mọc từ tháng 6 đến tháng 9.